# چونقور-قشلاق
چونقور-قشلاق (به لاتین: Chunkur-Kyshtak) یک منطقهٔ مسکونی در قرقیزستان است که در شهرستان قدم‌جای واقع شده‌است. چونقور-قشلاق ۱٬۸۵۱ نفر جمعیت دارد.